# Günther Anders-Preis für kritisches Denken
Der Günther Anders-Preis für kritisches Denken ist ein von dem Verleger Wolfgang Beck gestifteter und von der Internationalen Günther Anders-Gesellschaft verliehener Philosophie- und Kulturpreis, der seit 2018 im zweijährigen Turnus für herausragende Leistungen im Bereich philosophischer, kulturwissenschaftlicher und politischer Essayistik vergeben wird. Namensgeber ist der Philosoph und Essayist Günther Anders.

## Kriterien
Prämiert werden sollen vorrangig deutschsprachige Denkerinnen und Denker (wobei direkt die zweite Preisträgerin, Corine Pelluchon, aus dem französischen Diskurs kommt), die sich, so heißt es auf der Website der Günther Anders-Gesellschaft, „in aufklärerischer Tradition mit den Lebensbedingungen unserer gegenwärtigen Welt befassen, insbesondere mit den kulturellen, ökonomischen und technisch-medialen Umwälzungen der Zeit“. Neben dem inhaltlichen Aspekt wird dabei auch auf die ästhetische Qualität des Werkes geachtet, insbesondere darauf, dass die Preisträger zur sprachlich klaren Vermittlung komplexer Gedanken imstande sind.

## Dotierung, Ort der Vergabe
Der Preis ist mit 20.000 Euro dotiert. Finanzieller Träger des Preises ist die C.H.Beck Kulturstiftung in München. Der Preis wird abwechselnd in Wien, München und Berlin verliehen.

## Jury
Für die beiden ersten Preisverleihungen in den Jahren 2018 und 2020 bildeten Mathias Greffrath (Journalist, Publizist und Mitglied des PEN-Zentrums), Thomas Macho (Professor für Kulturgeschichte, HU Berlin, und Leiter des IFK Wien) sowie Elisabeth von Thadden (verantwortliche Redakteurin im Ressort Feuilleton der ZEIT) die Jury. Für die Preisverleihung des Jahres 2022 wurde von Thadden durch Petra Gehring (Professorin für Philosophie, TU Darmstadt) ersetzt. 2024 bestand die Jury aus Gehring, dem Philosophen Martin Bauer, ehemals geschäftsführender Redakteur der Zeitschrift Mittelweg 36, sowie Stephan Lessenich, Direktor des Frankfurter Instituts für Sozialforschung.

## Preisträger
- 2018: Dietmar Dath (Laudatio: Mathias Greffrath)
- 2020: Corine Pelluchon (Laudatio: Konrad Paul Liessmann)
- 2022: Joseph Vogl (Laudatio: Petra Gehring)
- 2024: Guillaume Paoli (Laudatio: Karin Harrasser)[2]

## Veröffentlichungen
- Dries, Christian / Beck, Wolfgang (Hrsg.): Réparer le monde, c'est préparer l'avenir. Günther Anders-Preis für kritisches Denken 2020 an Corine Pelluchon. ISBN 978-3-406-76993-1, München : C. H. Beck, 2021
- Dries, Christian / Beck, Wolfgang (Hrsg.): Kapitalismus und Ressentiment. Günther Anders-Preis für kritisches Denken 2022 an Joseph Vogl. ISBN 978-3-406-80869-2, München : C. H. Beck, 2023